# Micropeltidaceae
Micropeltidaceae es una familia de hongos aunque de ubicación incierta en la clase Dothideomycetes.

## Géneros
- ?Armata
- Bonaria
- Chaetothyrina
- Clypeolina
- Cyclopeltis
- Dictyopeltella
- Dictyopeltis
- Dictyostomiopelta
- Dictyothyriella
- Dictyothyrina
- Dictyothyrium
- Hansfordiopsis
- Haplopeltheca
- Mendoziopeltis
- Micropeltis
- ?Mitopeltis
- Muricopeltis
- Polypedia
- Stigmatodothis
- Stigmatophragmia
- Stomiopeltis
- Stomiopeltopsis
- Stomiotheca
- Thyriodictyella